# Episodi di The White Lotus (terza stagione)
La terza stagione della serie televisiva The White Lotus, composta da otto episodi, è stata trasmessa sul canale statunitense HBO dal 16 febbraio al 6 aprile 2025.
In Italia, la stagione è andata in onda in prima visione sul canale satellitare Sky Atlantic dal 17 febbraio al 7 aprile 2025.
Il cast principale di questa stagione è composto da: Leslie Bibb, Carrie Coon, Walton Goggins, Sarah Catherine Hook, Jason Isaacs, Lalisa Manobal, Michelle Monaghan, Sam Nivola, Lek Patravadi, Parker Posey, Patrick Schwarzenegger, Tayme Thapthimthong, Aimee Lou Wood, Sam Rockwell e Scott Glenn, con Natasha Rothwell e Jon Gries che riprendono i loro ruoli delle stagioni precedenti.

Sigla della terza stagione

| nº | Titolo originale        | Titolo italiano             | Prima TV USA     | Prima TV Italia  |
| -- | ----------------------- | --------------------------- | ---------------- | ---------------- |
| 1  | Same Spirits, New Forms | Stessi spiriti, nuove forme | 16 febbraio 2025 | 17 febbraio 2025 |
| 2  | Special Treatments      | Trattamenti speciali        | 23 febbraio 2025 | 24 febbraio 2025 |
| 3  | The Meaning of Dreams   | Il significato dei sogni    | 2 marzo 2025     | 3 marzo 2025     |
| 4  | Hide or Seek            | Scappare o cercare          | 9 marzo 2025     | 10 marzo 2025    |
| 5  | Full-Moon Party         | Festa della luna piena      | 16 marzo 2025    | 17 marzo 2025    |
| 6  | Denials                 | Negare                      | 23 marzo 2025    | 24 marzo 2025    |
| 7  | Killer Instincts        | Istinto omicida             | 30 marzo 2025    | 31 marzo 2025    |
| 8  | Amor Fati               | Amor fati                   | 6 aprile 2025    | 7 aprile 2025    |

## Stessi spiriti, nuove forme
- Titolo originale: Same Spirits, New Forms
- Diretto da: Mike White
- Scritto da: Mike White

### Trama
In un flashforward Zion, un universitario proveniente da Maui, sta facendo una sessione di meditazione al White Lotus di Ko Samui, in Thailandia, quando viene interrotto da colpi di arma da fuoco. Preso dal panico, attraversa il laghetto alla ricerca di sua madre, ma si imbatte in un cadavere. Una settimana prima, un nuovo gruppo di ospiti arriva al resort. Rick Hatchett, un uomo di mezza età, è in vacanza con la sua fidanzata molto più giovane, Chelsea, una ragazza britannica. Il suo atteggiamento costantemente negativo e il suo carattere irascibile infastidiscono subito Chelsea, che invece cerca di viversi al meglio la vacanza. A un certo punto, Rick chiede informazioni su Jim Hollinger, il marito americano della proprietaria del resort, Sritala, ma gli viene detto che è a Bangkok per questioni di salute. Nel frattempo, l'imprenditore miliardario Timothy Ratliff arriva con sua moglie Victoria e i loro tre figli, Saxon, Piper e Lochlan. Sono lì perché Piper sta scrivendo la sua tesi di laurea sul Buddhismo. Lochlan, il fratello più piccolo, si sente diviso tra i suoi fratelli, che lo coinvolgono per fare attività varie. Timothy riceve continue chiamate dal Wall Street Journal su un possibile scandalo legato a un suo ex socio in affari. Tra gli ospiti arriva anche Jaclyn Lemon, una famosa attrice televisiva, con le sue migliori amiche di sempre, Kate e Laurie. Giunge inoltre Belinda, proveniente dal White Lotus delle Hawaii, per collaborare con i membri della spa. La donna si meraviglia della presenza di altri afroamericani. Durante la cena, Laurie si sente esclusa e trascurata, così si alza da tavola e va in camera a piangere. Intanto, la guardia di sicurezza Gaitok prova a flirtare con Mook, un'istruttrice di benessere, dopo averle dato un passaggio al lavoro perché la sua moto aveva subito un guasto. Lei, però, ignora le sue avance. Dopo una cena disastrosa con Rick, Chelsea stringe amicizia con Chloe, una modella franco-canadese. Poco dopo scopre che il suo fidanzato è Greg, l'ex marito di Tanya McQuoid.
- Guest star: Jon Gries (Greg Hunt), Nicholas Duvernay (Zion Lindsey), Arnas Fedaravicius (Valentin), Christian Friedel (Fabian), Dom Hetrakul (Pornchai), Charlotte Le Bon (Chloe), Morgana O'Reilly (Pam), Shalini Peiris (dott.ssa Amrita).
- Ascolti USA: telespettatori 420 000 – rating 18-49 anni 0,09%[3]

## Trattamenti speciali
- Titolo originale: Special Treatments
- Diretto da: Mike White
- Scritto da: Mike White

### Trama
Nel corso della serata, Jaclyn e Kate sparlano di Laurie. Jaclyn dubita che Laurie avrebbe davvero ottenuto la promozione che dice di aspettarsi dall'azienda per cui lavora, mentre Kate pensa che ne sia uscita sconfitta dal divorzio col marito, dunque questo potrebbe spiegare il suo atteggiamento abbattuto e sconfitto. All'improvviso, Laurie, visibilmente ubriaca, irrompe nella sala per recuperare il caricatore del telefono, interrompendo il pettegolezzo delle due amiche. La mattina dopo, Kate si imbatte nei Ratliff e riconosce Victoria: l'aveva già vista dieci anni prima a un baby shower ad Austin, in Texas. Victoria sembra non riconoscerla, mostrandosi inoltre piuttosto fredda nei confronti di Kate. In realtà subito dopo conferma ai familiari di averla incontrata. Quando Saxon le fa notare che l'amica di Kate è una famosa attrice, Victoria non è affatto impressionata e commenta sprezzante che, in fondo, le attrici non sono altro che prostitute. In seguito, gli ospiti partecipano alle attività di benessere offerte dal resort. Chelsea convince il suo fidanzato Rick a prenderne parte, in particolare lo invita a partecipare ad una seduta di gestione dello stress con Amrita. Intanto gli conferma che quella sera avrebbero cenato con Chloe e il suo fidanzato, cosa che lo irrita. Durante la sua sessione con la dottoressa Amrita, Rick si apre: sua madre era una tossicodipendente ed è morta quando lui aveva dieci anni, mentre suo padre è stato assassinato prima che lui nascesse. Confessa che di solito gestisce lo stress fumando erba, ma evita di farlo mentre viaggia. Altrove, Gaitok e Mook pranzano insieme. Durante il pasto lui confessa i suoi sentimenti, ma lei lo respinge in maniera diretta. Poco dopo, Lochlan, mentre chiacchiera con sua sorella Piper, le rivela che Saxon l'ha schernita per la sua ideologia e per la sua mancanza di vita sessuale, mettendola in imbarazzo. Poi peggiora la situazione chiedendole se sia vero che lei è vergine. Nel frattempo, Chelsea accompagna Chloe a fare shopping nella boutique del resort. Nello stesso momento, fuori, mentre Gaitok si distrae parlando con Valentin, un membro dello staff, un SUV supera la sbarra di sicurezza, entrando nel resort. Subito dopo, un uomo mascherato irrompe nella boutique, estrae una pistola e ruba alcuni gioielli, terrorizzando Chelsea. Gaitok tenta di fermarlo mentre scappa verso l'auto, ma viene colpito con il calcio della pistola. A cena, Rick e Chelsea si uniscono a Chloe e al suo fidanzato, Greg, che lei presenta come Gary. Greg è piuttosto sfuggente sul suo passato, limitandosi a dire di essere in pensione, e Rick si mostra altrettanto riservato. Quando Greg si riferisce a Chloe come francese nonostante sia del Québec, lei si risente. A un certo punto, Belinda nota Greg e sembra riconoscerlo. Durante la conversazione, Chloe racconta di averlo conosciuto tramite un'agenzia di incontri a Dubai, e Rick da questo dettaglio sospetta che Chloe potrebbe essere una escort. La stessa sera, Rick sente Sritala dire che sarebbe andata a Bangkok per stare con suo marito e per questo, più tardi, Rick informa Chelsea che sarebbe partito per Bangkok per qualche giorno, senza spiegarle il motivo. Nella loro stanza, Kate e Laurie si ritrovano a parlare di Jaclyn, definendola una egocentrica che si vanta di un matrimonio felice ma che, in realtà, passa pochissimo tempo con il marito. Intanto, Timothy riceve finalmente una chiamata da Kenneth, suo socio in affari, che appare nervoso: le autorità stanno indagando pesantemente su di lui e ora hanno accesso a tutti i suoi documenti, che coinvolgono anche Timothy. Preso dal panico, Tim prova a mettersi in contatto con un avvocato, ma è in attesa di un riscontro. Sempre più agitato, torna dalla sua famiglia, senza sapere cosa lo aspetti.
- Guest star: Arnas Fedaravicius (Valentin), Christian Friedel (Fabian), Dom Hetrakul (Pornchai), Julian Kostov (Aleksei), Jurij Kolokol'nikov (Vlad), Charlotte Le Bon (Chloe), Morgana O'Reilly (Pam), Shalini Peiris (dott.ssa Amrita), Ke Huy Quan (Kenneth "Kenny" Nguyen, voce)[4].
- Ascolti USA: telespettatori 687 000 – rating 18-49 anni 0,16%[5]

## Il significato dei sogni
- Titolo originale: The Meaning of Dreams
- Diretto da: Mike White
- Scritto da: Mike White

### Trama
Victoria si sveglia turbata dopo aver sognato di camminare verso uno tsunami. A colazione racconta il sogno ai propri familiari e Piper lo interpreta come un avvertimento. Timothy riceve dai propri assistenti la notizia secondo cui i federali hanno ottenuto un mandato per perquisire il suo ufficio. Preso dal panico, decide di omettere la verità ai suoi familiari e li incoraggia a liberarsi di tutti i dispositivi tecnologici, consegnandoli allo staff del resort. Nel frattempo, Rick si presenta a Sritala al ristorante fingendosi un produttore cinematografico e proponendole un progetto, cosa che insospettisce Chelsea. Lochlan partecipa a una sessione di correzione della postura, durante la quale il terapeuta gli chiede se abbia difficoltà a imporsi a causa della forte personalità dei suoi familiari. Gaitok viene umiliato dalle guardie di Jim, marito di Sritala, che lo fanno sentire incapace e gli rivelano che il direttore del resort, Fabian, vorrebbe licenziarlo, anche se finora Sritala lo ha protetto e difeso. Rick riesce a trovare dell'erba nelle vicinanze del resort e, sotto l'effetto della sostanza, libera impulsivamente alcuni serpenti da un terrario durante uno spettacolo, scatenando il caos. Chelsea viene morsa da un cobra thailandese e portata d'urgenza in ospedale. Piper visita un tempio buddista e valuta la possibilità di iscriversi a un programma formativo di un anno, una volta conseguita la laurea. Victoria, preoccupata per lo stress accusato da Timothy, lo convince ad assumere una compressa di lorazepam. Intanto, Belinda confessa a Pornchai, direttore della spa del resort, di starsi riprendendo da un periodo molto negativo per lei, segnato dalla morte di Armond, suo amico e direttore del White Lotus a Maui, e dalla mancata promessa da parte della sua ex cliente Tanya di sostenere il suo progetto imprenditoriale. Inoltre, durante la cena, inizia a dubitare dell'identità di Greg, e gli dice di averlo visto al resort di Maui con Tanya, ma lui nega tutto. Durante la cena dei Ratliff, svoltasi senza Timothy, Victoria racconta di averlo aiutato ad addormentarsi dandogli il lorazepam. In seguito Timothy prende un'altra pastiglia, ad insaputa della moglie, per dormire di nuovo quella notte. Più tardi, Kate ascolta di sfuggita le sue amiche spettegolare sul suo matrimonio con un repubblicano e sulle sue ideologie.
- Guest star: Arnas Fedaravicius (Valentin), Christian Friedel (Fabian), Dom Hetrakul (Pornchai), Charlotte Le Bon (Chloe), Morgana O'Reilly (Pam), Shalini Peiris (dott.ssa Amrita), Yothin Udomsanti (Lek).
- Ascolti USA: telespettatori 507 000 – rating 18-49 anni 0,13%[6]

## Scappare o cercare
- Titolo originale: Hide or Seek
- Diretto da: Mike White
- Scritto da: Mike White

### Trama
Gaitok viene convocato da Fabian, che, a causa dell'aumento della criminalità nel resort, intensifica le misure di sicurezza fornendogli un'arma da fuoco. Nel frattempo, i Ratliff trascorrono la giornata sullo yacht di proprietà di Gary/Greg. Con loro anche Chloe, Rick e Chelsea. Durante il viaggio in barca, Chelsea affronta Rick riguardo al suo imminente e inaspettato viaggio a Bangkok e alla sua crescente freddezza nei suoi confronti. Più tardi, Rick le confessa che il marito di Sritala, Jim Hollinger, avrebbe ucciso suo padre quando lui era bambino, stando a quanto dichiarato dalla madre sul letto di morte. Dunque l'uomo prevede di recarsi nella capitale thailandese per affrontarlo. Lui sa che il padre era in Thailandia per proteggere la terra dei locali dagli imprenditori americani come Jim. Nonostante Chelsea tenti di dissuaderlo dal proposito, temendo che possa fare qualcosa di stupido, Rick si reca comunque in aeroporto. Piper confessa a Lochlan di aver mentito sul motivo del viaggio e che ha intenzione, durante la cena, di rivelare ai suoi genitori che dopo la laurea intende trasferirsi in Thailandia, per frequentare l'annuale programma di formazione al monastero buddhista. Chiede al fratello minore di darle sostegno davanti ai genitori. Altrove, Kate, Laurie e Jaclyn, stanche dello yoga e di attività noiose, chiedono a Valentin suggerimenti su qualche attività interessante. L'uomo suggerisce loro una piscina nelle vicinanze, ma giunte sul posto lo trovano ancora più noioso in quanto pieno di persone anziane, dunque decidono di andarsene. Tornate al resort chiedono a Valentin un posto divertente. Alla fine le tre, nell'attesa di andare ad una festa con Valentin e alcuni suoi amici, si ritrovano coinvolte nella celebrazione del Songkran, la quale prevede forme di lavaggi con l'acqua purificatori, per questo vengono inseguite da un gruppo di bambini che le bagnano con le pistole ad acqua. Una volta sfuggite ai festeggiamenti locali, riescono a incontrarsi con Valentin e i suoi amici Aleksei e Vlad in un esclusivo club sulla spiaggia e festeggiano con loro. Intanto sulla barca il gruppo si divide: Timothy e sua moglie Victoria rientrano in hotel, dove lei critica le persone presenti in barca dicendo che sembra abbiano tutti qualcosa da nascondere e che stiano scappando da qualcosa (non sapendo che il marito fa parte di questa categoria, visti i suoi problemi legali con la sua azienda). Rientra anche Gary/Greg, dicendo alla fidanzata che ha alcune cose da fare. Gli altri restano in barca a festeggiare aspettando la luna piena, tra questi anche Lochlan, convinto dal fratello maggiore Saxon, che delude sua sorella perché così facendo non può sostenerla durante la sua comunicazione a cena. Timothy recupera temporaneamente il proprio telefono e ne approfitta per contattare il suo avvocato, dal quale scopre che Kenny Nguyen, il suo ex socio, ha stretto un accordo di collaborazione all'indagine coi federali. Per tale motivo, l'avvocato suggerisce a Tim di patteggiare così da ottenere uno sconto sulla pena detentiva, altrimenti rischierebbe di perdere non solo i soldi ma anche la casa e tutti i suoi beni. Sconvolto, decide di rubare la pistola lasciata incustodita nel posto di guardia di Gaitok, il quale era distratto da una conversazione con Mook. Attraverso una ricerca sul web, Belinda scopre della morte di Tanya a Taormina e viene a sapere che Greg è fuggito prima di poter essere interrogato dalle autorità locali. Nel frattempo, Greg, dopo aver lasciato Chloe e gli altri festeggiare in barca, ritorna a casa e controlla il profilo Instagram di Belinda, dove trova una foto con suo figlio Zion, che pochi giorni dopo dovrebbe arrivare al resort. 
- Guest star: Arnas Fedaravicius (Valentin), Christian Friedel (Fabian), Dom Hetrakul (Pornchai), Jurij Kolokol'nikov (Vlad), Julian Kostov (Aleksei), Charlotte Le Bon (Chloe), Morgana O'Reilly (Pam), Shalini Peiris (dott.ssa Amrita).
- Ascolti USA: telespettatori 677 000 – rating 18-49 anni 0,16%[7]

## Festa della luna piena
- Titolo originale: Full-Moon Party
- Diretto da: Mike White
- Scritto da: Mike White

### Trama
Piper a cena comunica ai suoi genitori l'intenzione di trasferirsi in Thailandia dopo la laurea. La notizia sconvolge particolarmente Victoria. Timothy, dopo aver rubato la pistola a Gaitok, inizia a pensare al suicidio. L'impiegato del resort vede dalle telecamere che è stato lui a rubare l'arma e comincia a fargli domande, ma viene evitato da Timothy che gli dice di non sapere nulla. Nel frattempo, Chloe, Chelsea, Saxon e Lochlan giungono a Ko Phangan per la festa della luna piena. Chloe ammette a Chelsea di esser attratta da Lochlan e convince i ragazzi ad assumere ecstasy. Anche Chelsea si unisce dopo aver cercato senza successo di contattare Rick. Fabian, il direttore del resort, avverte Belinda che un ospite, Greg, sta facendo tante domande su di lei. Belinda, dunque, gli rivela che Greg è in fuga dalle autorità dopo la morte di Tanya in Italia e che potrebbe essere pericoloso, ma Fabian sminuisce i timori di Belinda e rifiuta di chiamare la polizia. Più tardi, Belinda si confida con Pornchai sulle sue paure, invitando l'uomo a dormire con lei per sicurezza. Subito dopo i due si baciano. Intanto, Rick incontra il suo amico Frank a Bangkok, che gli consegna una borsa con dentro una pistola per affrontare Jim Hollinger. I due parlano della recente conversione di Frank al buddismo, lui inoltre racconta della sua ammirazione per la Thailandia e della sua esperienza con una ladyboy. Al club con Valentin e i suoi amici, Jaclyn cerca di mettersi al centro dell'attenzione, a discapito di Laurie e di una Kate evidentemente a disagio, che vorrebbe rientrare al resort per dormire. Più tardi, nella villa del resort, Jaclyn consuma un rapporto sessuale con Valentin, nonostante per tutta la vacanza avesse cercato di spingere Laurie ad approcciarsi a lui. Dopo la festa della luna piena, sullo yacht, Chloe, Chelsea e i fratelli Ratliff, ancora sotto effetto delle droghe, disputano il gioco della bottiglia. Durante il gioco, Saxon e Lochlan si scambiano un bacio inaspettato. Nel frattempo, nella notte, Timothy scrive una lettera d'addio ai familiari ed è in procinto di spararsi con la pistola, ma fa in tempo a nasconderla quando Victoria irrompe nella stanza e gli chiede come mai non riesca a dormire.
- Guest star: Sam Rockwell (Frank), Arnas Fedaravicius (Valentin), Christian Friedel (Fabian), Dom Hetrakul (Pornchai), Julian Kostov (Aleksei), Jurij Kolokol'nikov (Vlad), Charlotte Le Bon (Chloe).
- Ascolti USA: telespettatori 828 000 – rating 18-49 anni 0,19%[8]

## Negare
- Titolo originale: Denials
- Diretto da: Mike White
- Scritto da: Mike White

### Trama
Zion arriva prima al resort, per fare una sorpresa a sua madre Belinda, ma entrando nella sua camera scopre sua madre a letto con Pornchai. Più tardi, Zion chiarisce di essere contento di vedere la madre felice, mentre Pornchai propone a Belinda di aprire un centro benessere con lei in Thailandia. Chloe, Chelsea, Saxon e Lochan abbandonano lo yatch e ritornano al resort. Chloe confessa a Chelsea di aver avuto un rapporto a tre con i due fratelli e di sospettare che Greg l'abbia già scoperto. Kate scopre Valentin sgattaiolare fuori dalla stanza di Jaclyn di prima mattina e lo rivela a Laurie, la quale trova il comportamento di Jaclyn ingannevole e dunque coglie l'occasione per disprezzarla apertamente, senza nascondersi tra loro come le tre amiche avevano fatto finora. Piper, Timothy, Victoria e Lochlan si recano presso il monastero in cui Piper desidera trasferirsi per un anno e, dopo una conversazione avuta con il monaco sulla morte, Timothy si convince di far rimanere Piper in Thailandia, scontrandosi con le opinioni divergenti di Victoria. Il monaco infatti gli dice che molti giovani americani decidono di intraprendere questo percorso perché provano un vuoto spirituale e hanno perso il contatto con la natura e con il loro spirito. Gaitok, nel frattempo, riesce a recuperare la pistola dalla villa dei Ratliff durante la loro assenza. Victoria è contraria a lasciare sua figlia al monastero e, convinta che questa non resisterà senza beni e agi, le propone di rimanere una notte lì. Se resiste potrà andare per un anno intero. Lochlan decide di farle compagnia durante suddetta notte e, al monastero, durante una seduta di meditazione, inizia a ricordare alcuni dettagli del rapporto a tre avuto con Saxon e Chloe, e in particolare che egli stava masturbando Saxon mentre faceva sesso penetrativo con Chloe. Una volta smaltito l'effetto delle droghe, anche Saxon inizia a ricordare gli eventi della notte precedente. Chloe incontra in piscina Saxon e Chelsea, e qui conferma che anche tra i due fratelli ci sia stato qualcosa, inorridendo Saxon e sorprendendo Chelsea. Inoltre, Chloe rivela che Gary sia al corrente della tresca e, ciononostante, abbia invitato sia Saxon sia Chelsea a cena. Saxon viene incoraggiato ad estendere la proposta anche ai suoi familiari. Nel frattempo, Gary/Greg incontra presso il resort Belinda, in preda al panico appena lo vede. L'uomo invita a cena anche lei e il figlio Zion, dicendole di doverle parlare. Infine, a Bangkok, Rick convince Frank ad aiutarlo nel suo piano, per cui Frank si finge un regista interessato a ingaggiare Sritala per un incarico cinematografico. Con il pretesto di voler entrare meglio nel mondo di Sritala per capire se la parte del film faccia al caso suo, Rick e Frank vengono dunque invitati dalla donna a casa sua, dove si trova anche suo marito Jim. Una volta raggiunta casa Hollinger, Rick ha finalmente un incontro ravvicinato con l'uomo che ritiene colpevole della morte di suo padre.
- Guest star: Scott Glenn (Jim Hollinger), Nicholas Duvernay (Zion Lindsey), Arnas Fedaravicius (Valentin), Christian Friedel (Fabian), Dom Hetrakul (Pornchai), Charlotte Le Bon (Chloe).
- Ascolti USA: telespettatori 744 000 – rating 18-49 anni 0,19%[9]

## Istinto omicida
- Titolo originale: Killer Instincts
- Diretto da: Mike White
- Scritto da: Mike White

### Trama
Durante l'incontro con Jim e Sritala, Frank, sotto pressione quando la donna chiede cose troppo specifiche sui suoi vecchi film, cede nuovamente all'alcol. Nel frattempo, Rick convince Jim a trasferirsi in una stanza appartata con il pretesto di un colloquio d'affari, ma quando si presenta l'opportunità di ucciderlo, rinuncia al proposito e si limita a scaraventarlo giù dalla sedia prima di fuggire con Frank. Al monastero, Lochlan sorprende Piper parlando molto positivamente del monastero e dei consigli dati, tanto che valuta l'idea di trasferirsi per il programma insieme a lei. Victoria, Timothy e Saxon giungono alla residenza di Greg per la cena. Saxon, insospettito dall'atteggiamento del padre, sospetta stia succedendo qualcosa legato al lavoro, dunque chiede spiegazioni, ma Timothy evita le domande con risposte vaghe. Il ragazzo è molto preoccupato, in quanto il suo futuro dipende dal futuro della società di famiglia. Poco dopo, Greg prende Belinda in disparte e le offre 100.000 dollari per finanziare il suo progetto della spa gestita in totale autonomia, in cambio del silenzio sulla morte di Tanya e sulla sua latitanza, ricordandole la promessa non mantenuta da Tanya. Belinda rifiuta fermamente, mentre invece Zion cerca di convincerla, sottolineando l'opportunità economica irrinunciabile. Belinda però è preoccupata del fatto che accettando il denaro diventerebbe complice del crimine. Durante la cena al resort, Laurie ha un acceso confronto con Jaclyn, che, insieme a Kate, la costringe a riflettere sul modo in cui sfoga il proprio rancore verso gli altri. Irritata, Laurie le abbandona e si dirige da sola all'incontro di Muay thai con Valentin e i suoi due amici russi. All'incontro si trova anche Gaitok, qui infatti è in corso un appuntamento Mook. L'uomo riconosce nel gruppo di Valentin l'autista dell'auto coinvolta nel furto avvenuto giorni prima alla gioielleria del resort, confermando dunque il coinvolgimento di Valentin nella rapina. Aleksei, un amico di Valentine, dopo aver avuto un rapporto sessuale con Laurie, le chiede di inviargli 10.000 dollari per aiutare la sua anziana madre malata in Russia, ma il ritorno inaspettato della fidanzata di Aleksei costringe Laurie a fuggire dalla finestra. Mentre fugge nota in un angolo i gioielli rubati dal resort. Intanto, durante la cena a casa di Gary, Saxon rifiuta la proposta di Chloe di avere un incontro intimo con lei con il coinvolgimento visivo di Gary, e considera l'idea di avvicinarsi alla meditazione con l'aiuto di Chelsea. Tuttavia, il suo entusiasmo si affievolisce quando, essendo estremamente impaziente, gli viene fatto notare che una vera trasformazione spirituale richiede tempo. Di ritorno nella propria villa, Timothy risulta aver ormai deciso di portare a termine il suo piano di omicidio-suicidio, sapendo che il figlio non sarebbe niente senza la sua azienda e che la moglie non riuscirebbe a vivere senza i privilegi dati dalla loro condizione economica. L'uomo però scopre con sgomento che la pistola è scomparsa.
- Guest star: Nicholas Duvernay (Zion Lindsey), Arnas Fedaravicius (Valentin), Christian Friedel (Fabian), Julian Kostov (Aleksei), Jurij Kolokol'nikov (Vlad), Charlotte Le Bon (Chloe).
- Ascolti USA: telespettatori 956 000 – rating 18-49 anni 0,23%[10]

## Amor fati
- Titolo originale: Amor Fati
- Diretto da: Mike White
- Scritto da: Mike White

### Trama
Dopo la notte trascorsa al monastero, Piper dice a Lochlan che non è una buona idea che anche lui si trasferisca lì per prendere parte al programma, in quanto non vuole scombussolare la vita del fratello. Successivamente in realtà confessa ai suoi genitori di aver capito di non poter tollerare una vita priva di comfort materiali, alleviando così Victoria e facendo disperare Timothy, che ancora deve dare la notizia ai suoi familiari. Valentin supplica Gaitok di non denunciare lui e i suoi amici per la rapina, altrimenti verrebbero riportati in Russia e potrebbero esser uccisi essendo stati lì senza visto. Zion convince sua madre Belinda a non accettare la cifra offerta da Greg ma a negoziarla: chiedono un risarcimento di 5 milioni di dollari. L'uomo accetta e una volta ottenuto il denaro, Belinda decide di lasciare la Thailandia, abbandonando in tal modo sia Pornchai che il loro progetto di business congiunto. Nel frattempo, Laurie si riconcilia con Jaclyn e Kate. Lochlan confessa a Saxon che il contatto sessuale avvenuto tra i due durante il rapporto a tre con Chloe è avvenuto per via della sua inclinazione a compiacere gli altri membri della sua famiglia, sempre bisognosi di attenzioni. Timothy pianifica di uccidere se stesso e la sua famiglia, eccetto Lochlan, preparando dei piña colada avvelenati dai semi dell'albero dei suicidi presente nel resort, ma ha un ripensamento e li ferma appena in tempo. Tuttavia, il mattino seguente, Lochlan beve i resti dell'intruglio dal frullatore e rischia di morire, per poi risvegliarsi tra le braccia di Timothy. Jim rientra al resort e affronta Rick, insultando sua madre e dicendogli che la donna gli ha raccontato solo favole. Sconvolto, Rick implora Amrita di svolgere un altro incontro, ma lei è impegnata con Zion, dunque gli chiede di attenderla. Fuori controllo, Rick ruba la pistola a Jim e lo uccide, sparandolo. A quel punto, Sritala rivela che Jim in realtà era il padre biologico di Rick. Segue subito dopo uno scontro a fuoco tra Rick e le guardie del corpo di Sritala, in cui Chelsea perde la vita, sconvolgendo Rick. Gaitok giunge sul luogo dello scontro e, obbedendo agli ordini di Sritala, colpisce Rick a morte con la propria pistola. Più tardi, sulla barca di ritorno, Timothy consegna ai suoi familiari i loro dispositivi elettronici e annuncia che le loro vite sarebbero cambiate radicalmente una volta rientrati negli Stati Uniti, ma che restando uniti si potrebbe superare l'enorme cambiamento. L'essere sfuggite indenni alla sparatoria al resort rafforza il rapporto tra Laurie, Kate e Jaclyn. Infine Gaitok viene promosso a guardia del corpo personale di Sritala, con grande soddisfazione di Mook. Belinda e Zion salutano lo staff del White Lotus, mentre Greg riprende a vivere la propria vita da latitante in Thailandia con ritrovata serenità.
- Guest star: Nicholas Duvernay (Zion Lindsey), Arnas Fedaravicius (Valentin), Christian Friedel (Fabian), Dom Hetrakul (Pornchai), Jurij Kolokol'nikov (Vlad), Julian Kostov (Aleksei), Charlotte Le Bon (Chloe), Morgana O'Reilly (Pam), Shalini Peiris (dott.ssa Amrita).
- Ascolti USA: telespettatori 1 370 000 – rating 18-49 anni 0,35%[11]